# Josef Štágr
Josef Štágr (* 6. února 1950 Praha) je český muzikálový herec, zpěvák a pedagog, představitel hlavních rolí v řadě pražských inscenací.

## Život
Studoval na Vysoké škole ekonomické v Praze a absolvoval Státní konzervatoř v Praze. Po studiích vystupoval jako zpěvák a hudebník v doprovodných kapelách mnoha interpretů české populární hudby.
Od roku 1992 se pravidelně objevuje v hlavních rolích českých i světových muzikálů uváděných na pražských jevištích.
V poslední době též vystupuje ve svém koncertním programu zaměřeném převážně na skladby ze světových muzikálů, v roce 2004 navštívil Spojené státy americké, kde zpíval na galakoncertu v New Yorku u příležitosti narozenin Karla Gotta.
Po několikaletém působení na konzervatoři Jaroslava Ježka vyučuje od roku 2006 zpěv a interpretaci v oddělení populární hudby Státní konzervatoře v Praze.
Podílí se na dabingu animovaných filmů.

## Účinkování v muzikálech
- West Side Story, Praha, Hudební divadlo v Karlíně, 1970–1971, role: company
- Bídníci, Praha, Divadlo na Vinohradech, 1992, role: company, Bamatabois, Grantaire
- Jesus Christ Superstar, Praha, Spirála, 1994–1998, role: Jidáš
- Evita, Praha, Spirála, 1998–2000, role: Che, Perón
- Romeo a Julie, Praha, Spirála, 2000–2002, a dále 2003, Divadlo U Hasičů, role: Kapulet
- Les Misérables – Bídníci, Praha, GoJa Music Hall, 2003–2005, role: Javert (za tuto roli byl v rozšířené nominaci na cenu Thálie 2003 )
- Miss Saigon, Praha, GoJa Music Hall, 2004–2007, role: Engineer
- Carmen, Praha, Hudební divadlo v Karlíně, 2008–2012, role: starosta Mendoza
- Děti ráje, Praha, GoJa Music Hall, 2009–2014, role: Michalův otec
- Les Misérables – Bídníci, Praha, GoJa Music Hall, 2012–2013, role: Jean Valjean, Javert
- Fantom opery, GoJa Music Hall, 2014–2016, role: Monsieur André
- Carmen, Praha, Hudební divadlo v Karlíně, od října 2015, role: starosta Mendoza
- Čas růží, Praha, Hudební divadlo v Karlíně, od března 2017, role: otec Honzy
- Muž se železnou maskou, Praha, Divadlo Broadway, od listopadu 2017, role: D'Artagnan, Fouquet
- Čarodějka, GoJa Music Hall, 2019–2020, role: Čaroděj
- Fantom opery, GoJa Music Hall, 2021–2023, role: Monsieur André
- Les Misérables – Bídníci, Praha, GoJa Music Hall, 2024, role: Javert

## Dabing
- U nás na farmě
- Zvoník u Matky Boží – Victor
- Bambi
- Pinocchio
- Tygrův příběh – Sova (zpěv)
- Lví král 2: Simbův příběh
- Simpsonovi (zpěv a sbory)